# أسامة نبيه
أسامة نبيه محمود الغمراوي لاعب كرة قدم مصري سابق، ولد في العشرين من يناير عام 1975 بالقاهرة. لاعب كرة قدم سابق بنادي الزمالك ومنتخب مصر، كان يشغل منصب المدير الفني لنادي المريخ الذي ينافس في الدوري السوداني الممتاز.

## المسيرة الاحترافية
كان من ضمن ناشئي نادي الزمالك، انتقل للترسانة عام 1995، عاد للزمالك عام 1996 واستمر بالفريق الأول حتى العام 1999، انتقل للاحتراف بنادي آلتاي إزمير التركي عام 2000، ثم انتقل بعدها بعام لنادي الكويت، عاد للزمالك مرة أخرى عام 2002، قبل أن ينتقل لنادي بلدية المحلة في نفس العام، قضى موسمان مع الفريق ثم انتقل لنادي المصرية للاتصالات عام 2007، اعتزل كرة القدم عام 2009.

## المسيرة الدولية
كان ضمن قائمة منتخب مصر الفائزة ببطولة كأس الأمم الأفريقية عام 1998.

## البطولات

### الزمالك
- الدوري العام 2000 /2001 - 2002/2003
- كأس مصر 1999
- كأس السوبر المحلي 2002
- بطولة أفريقيا للأندية أبطال الدوري 1996
- كأس الكؤوس الإفريقية 2000
- كأس السوبر الأفريقي 1997

### منتخب مصر
- كأس الأمم الأفريقية 1998
- دورة الألعاب الأفريقية (ذهبية كرة القدم) 1995

## روابط خارجية
- أسامة نبيه على موقع اتحاد تركيا (لاعب) (الإنجليزية)
- أسامة نبيه على موقع قاعدة بيانات كرة القدم.إي يو (الإنجليزية)
- أسامة نبيه على موقع ناشيونال فوتبول تيمز (الإنجليزية)